# غوردون لورد
غوردون لورد (25 أبريل 1961 - ) (بالإنجليزية: Gordon Lord)‏ هو لاعب كريكت بريطاني.

## وصلات خارجية
- غوردون لورد على موقع إي آس بي آن كريك إنفو (الإنجليزية)